# Holmane
Holmane est une île norvégienne du comté de Vestland appartenant administrativement à Etne.

## Description
Il s'agit d'un amas rocheux à fleur d'eau qui s'étend sur environ une vingtaine de mètres de longueur pour une largeur équivalente. 